# Quiero gritar tu nombre
Quiero gritar tu nombre fue una telenovela argentina emitida en 1981 por Canal 9. Fue protagonizada por Antonio Grimau y Cristina Alberó, dos de los actores más reconocidos de la televisión argentina de la época. La historia giraba en torno a los conflictos amorosos y personales de sus personajes principales, enmarcados en un contexto de tensiones familiares y diferencias sociales. La telenovela fue emitida en blanco y negro, y formó parte de la programación vespertina del canal durante ese año.

## Sinopsis
La serie sigue la historia de Lucho, un mecánico que dirige un taller de reparación de automóviles y anhela competir en el autódromo junto a su primo Claudio. Paralelamente, Paola, una joven de familia acomodada, enfrenta una situación emocionalmente compleja mientras se aproxima la fecha de su boda. A través de sus experiencias, la serie explora temas como la pasión por los sueños, las diferencias sociales y los dilemas personales.

## Elenco
| Actor/Actriz        | Personaje                |
| ------------------- | ------------------------ |
| Antonio Grimau      | Lucho                    |
| Cristina Alberó     | Paola Rubino             |
| Luis Dávila         | Esteban                  |
| Dora Prince         | Laura                    |
| Daniel Guerrero     | Claudio                  |
| Ana María Cores     | Silvia                   |
| María Elena Sagrera | Madre Superiora Mercedes |
| Elsa Berenguer      | Otilia                   |
| Elizabeth Killian   | Marilí                   |
| Josefina Ríos       | Martina                  |
| Lita Soriano        | Cristina                 |
| Antonio Caride      | Aníbal                   |
| Ovidio Fuentes      | Juancito                 |
| Miguel Ligero       | Felipe                   |
| Aidé Suárez         | Susana                   |
| Gabriel Laborde     | Tino                     |
| Arturo Hayatián     | Ricardo                  |
| Lito González       | Andrés                   |
| Rodolfo Relman      | Marcos Elizalde          |
| Elsa Piuselli       | Julia                    |
| Dora Ferreiro       | Teresa                   |
| Élida Marletta      | Élida Armiñán            |
| Perla Santalla      | Constanza Gilar          |

## Repercusión
La telenovela obtuvo altos índices de audiencia y consolidó la popularidad de Antonio Grimau y Cristina Alberó en la televisión argentina. Según declaraciones del propio Grimau, tanto Trampa para un soñador (1980) como Quiero gritar tu nombre (1981) fueron fundamentales para su proyección internacional, ya que le permitieron acceder al mercado hispano de los Estados Unidos. En ese país, Grimau y Alberó realizaron una gira teatral conjunta.

## Guion
El teleteatro fue dirigido por Oscar Bertotto y el guion estuvo a cargo de Luis Gayo Paz, quien años más tarde también se destacaría por escribir otras telenovelas exitosas de los años ochenta y noventa, como Aprender a vivir, Amar al salvaje, Paloma hay una sola, No es un juego vivir, Dos para una mentira, Ese hombre prohibido, Quiero morir mañana, Chiquilina Mía, Paloma y Cosas del amor.

## Cortina musical
El tema de la apertura de Quiero gritar tu nombre es «Tu per me», interpretado por Franco Simone.